# Villa Steinbrügge
Die Villa Steinbrügge befindet sich in Bremen, Stadtteil Vegesack, Ortsteil Vegesack, Weserstraße 85, auf dem hohen Weserufer. Sie entstand um 1840. Heute (2023) wird das Gebäude zum Wohnen genutzt.
Das Gebäude steht seit 1984 unter Bremer Denkmalschutz.

## Geschichte
Die zweigeschossige, verputzte Villa mit einem Walmdach, einem Sockel- bzw. Souterraingeschoss und dem prägenden dreigeschossigen Mittelrisalit wurde um 1840 in der Epoche des Klassizismus für den Kaufmann Georg Hinrich Steinbrügge gebaut.
Mehrere Anbauten mit Wohnungen wurden zum Ende des 20. Jahrhunderts seitlich und zur Weser hin angefügt.
Das seit 2023 denkmalgeschützte Gewächshaus der Villa Steinbrügge von um 1840 wurde auf dem rückwärtigen Grundstück in den Weserhang hineingebaut.